# 香港の漫画
香港の漫画（ホンコンのまんが）とは、香港で製作された漫画作品の日本における通称である。現地香港では「漫畫」と表される。
この記事では香港における漫画産業の概況について解説する。

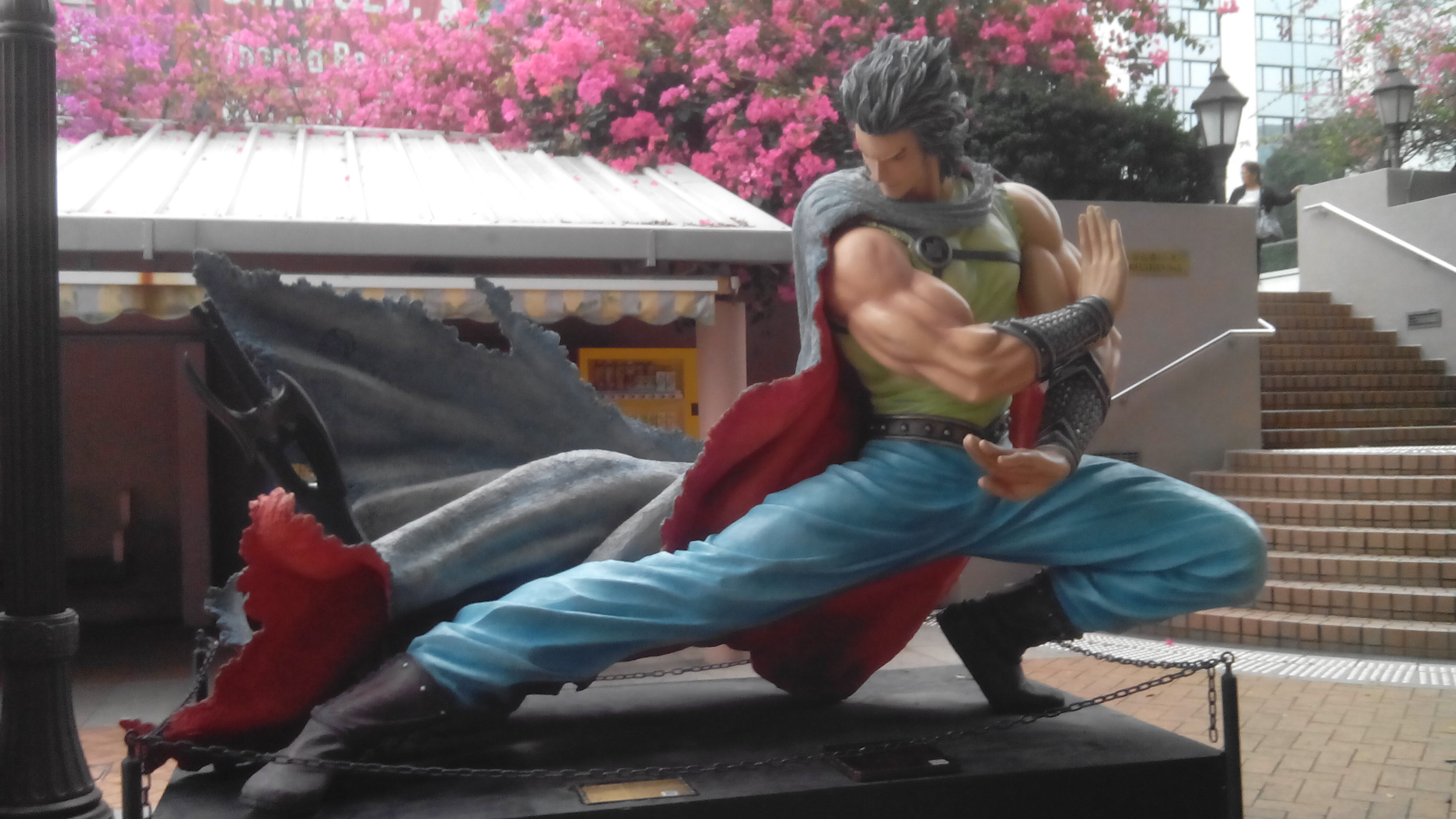
アベニュー・オブ・コミックスターズにある馬栄成の『風雲』の主人公､歩驚雲の像

## 歴史

### 連環画より漫画へ
風刺画より発生した香港の漫画であるが、中華人民共和国成立以前は、おもに上海から移入された連環画が読者の支持を獲得していた。しかし中華人民共和国成立前後は政治的な内容が増加、さらに排他的な中国情勢により上海からの連環画の供給が断たれたことから、香港独自の連環画の出版が行われるようになった。
そうした中、アメリカのディズニー作品及び、日本で人気を誇った手塚治虫らのストーリー漫画の特徴を取り入れた作品が1950年代後半より登場、許冠文の『財叔』、李惠珍の『13点』(おしゃれな女性漫画)が登場、また四コマ漫画については現在でも連載が続く王澤の『老夫子』は発表され香港独自の漫画文化が成立するに至った。

### 黄玉郎の時代
当初は日米漫画の影響を強く受けていた香港の漫画であるが、1971年にカンフー映画のスピード感を反映させた黄玉郎による『龍虎門』（初名は『小流氓』）、上官小宝による『李小龍』の連載が始まると多くの読者を獲得し、香港独自の作風として発展していく。劇画タッチのアクション漫画の人気の前にそれまで存在した連環画は香港市場から駆逐されるに至ったが、その過激な暴力表現は香港政庁が1975年に出版規制法を制定するほどの社会問題とされることもあった。
1980年になると馬栄成により『中華英雄』が発表されると香港における武術アクション漫画の地位は確実なものとなった。当時の人口が500万強の香港で最大20万部を売り上げた作品は、馬栄成を香港を代表する漫画家としたばかりか、過激なアクション表現が香港漫画の表現の主流として確立するに至った。こうした作品を出版した黄玉郎「玉郎国際集団有限公司」の経営も順調そのものであり、人気作家との契約を締結し、自身も『酔拳』、『如来神掌』、『玉郎漫画』などのヒット作品を発表、自身と人気を二分していた上官小宝との協力関係も構築し、香港における漫画産業を代表する企業に成長、香港証券取引所への株式上場も果たしている。
しかし1980年代後半になると玉郎機構傘下の人気漫画家の独立が相次ぐこととなる。劉定堅及び馮志明による自由人出版が設立され『刀・剣・笑』というヒット作を発表、後の黒社会漫画を代表する牛佬も独立した。さらに1989年になると馬栄成も自ら天下出版を設立し、玉郎機構の独占状況に変化が生じた。そうした中、独立後の作品を準備していた馬栄成が何者かに襲われ右手を負傷する事件が発生している。人気作家を失った玉郎機構は、1987年の米国株大暴落（ブラック・マンデー）・香港証券市場混乱ののち、経営状況が悪化。資金繰りに行き詰った黄玉郎は不祥事に手を染め逮捕、懲役4年の実刑判決を受け漫画産業からの一時撤退を余儀なくされた。

### 1990年代
香港漫画界を牽引していた黄玉郎が不在となった香港であるが、右手の負傷を完治した馬栄成は『風雲』を発表し大ヒット、1998年には映画化されるなど香港を代表する作品となり、天下出版の経営を軌道に乗せた。また服役中の黄玉郎の作品の管理、出版を行っていた出版社は1992年に文化伝信と改称。黄玉朗路線からの転換を行っている。さらに謝立文原作・麦家碧画による『マクマグ』シリーズ（1993年）、倫裕国の『古惑仔』、『缽蘭街』、『紅灯区』（1992年）など黒社会漫画のヒット作も発表され、漫画界は活況に。黄玉郎自身も1993年に出所すると玉皇朝グループを設立、『天子伝奇』『神兵玄奇』のほかに金庸原作の武侠作品『天龍八部』などのヒット作を発表し、漫画業界への復帰を果たした。
一方で1990年代になると漫画表現の過激さが社会問題化する事件が発生した。『超神Z』や『六道天書』のヒット作を発表した自由人公司であるが、1994年過激な性的表現の漫画本を発行して社会問題となり批判が集中、同社が大幅な経営縮小に追い込まれる事件が発生している（色情漫画事件）。
そうした中、ゲームを題材とした漫画作品のブームが香港に到来した。1991年に『街頭覇王』（ストリートファイター）が連載開始すると爆発的な人気となった。しかしこれはゲーム会社からキャラクターの使用許諾を得ていないため著作権の問題が発生、続編ではタイトル、キャラクターともに大幅に改編して作品が発表されている。しかしゲームを題材とした漫画作品の高い人気に、ゲーム会社側も漫画産業との協力を考えるようになり、多くのゲームメーカーが出版社に対し正式に授権し、『バイオハザード』、『鉄拳』などのゲームの漫画化が行われた。
1997年に発生したアジア通貨危機に際しては、香港の漫画作品の売り上げも大幅な減少がみられた。売り上げ回復を目指す出版会は出版物に「おまけ」を付ける対策を打ち出した。武侠作品に登場する武器のレプリカやフィギュア、その他ノベルティグッズを精力的に開発、また単行本も表紙をホログラムや金属製にするなど特殊な出版形態がとられるようになった。こうした付加価値を目指した出版経営の結果、武器レプリカはその高い加工技術もあり、新たな愛好家を獲得するに至っている。

### 2000年代
このように発展を続けてきた香港の漫画であるが、オンラインゲームの流行により2000年以降は販売部数が急落、オンラインゲームと協力した『天涯明月刀』や『龍族』などの作品が発表し、オンラインゲーム愛好家への作品の浸透を図ったが読者の獲得には至っていない。また香港を代表してきた武侠漫画、黒社会漫画という題材自体が、香港のホワイトカラー化により新たな読者層を獲得できない状況が発生、「おまけ」による販売促進策も発行部数減による収益悪化からコストに見合わなくなり、また武器レプリカの安全性や粗暴行為幇助問題などの社会的な批判もあって現在では営業戦略に採用されていない。
香港の漫画作品の販売不振は認められるが、日本の漫画作品の市場は現在でも拡大傾向にあり、毎年開催される「動漫電玩節」においても主流を占めるコンテンツとなっている。こうした日本の作品の版権を獲得し翻訳作品を販売しているため大手出版社の経営は安定しているが、今後の香港の漫画そのものの発展に関しては、香港のみならず大陸や台湾、マレーシアなどの海外中国語圏市場への進出なども視野に入れた活動を行っている。その結果、林祥焜や孫威軍という既存の香港漫画のスタイルにとらわれない若手作家も登場しつつある。

## 特徴
現在の香港漫画の特徴は、1982年に発表された馬栄成の『中華英雄』により完成させられたと考えられている。『中華英雄』は現実的な登場人物の詳細を、革新的かつ写実的に描いた作品であった。1800年代から1930年代までのほとんどの中国の漫画は、シリアスなキャラクターを登場人物としていた。香港の文化的な風通しのよさは、1950年代にミッキーマウスやピノキオのようなディズニーキャラクターの輸入につながり、1954年の『小安琪』のような西洋の影響を受けた作品を生み出した。1960年代以降､無断翻訳コピーが横行する台湾経由で流入した日本の漫画は、アニメと同様に香港漫画に大きな影響を与えた。日本の漫画とは異なり、香港の漫画はいくつかのコマが油彩調に彩色された、フルカラーの誌面を特徴としている。また制作方法も漫画家個人による創作ではなく、法人組織による分業制が採用され、手描き下書きを墨で原稿化、その後パソコンによる彩色作業を行うことが一般的である。